# 新西蘭手語
紐西蘭手語（英語：New Zealand Sign Language，簡稱NZSL）是紐西蘭聾人社區的主要語言。根據2006年《新西蘭手語法》，該語言於2006年4月成為新西蘭的官方語言。該法的目的是在整個法律體系中，建立使用紐西蘭手語的權利和義務，並確保聾人社區擁有以相同的權利，像一般人一樣獲得政府的信息和服務。根據2013年的人口普查，有超過20,000紐西蘭人說紐西蘭手語。
紐西蘭手語起源於英國手語（英語：BSL），在技術上可被視為英國、澳大利亞和紐西蘭手語（英語：BANZSL） 的方言。在英國手語和紐西蘭手語中，有62.5%的相似性，而在美國手語中發現的紐西蘭手語符號有33%的相似性。
像其他自然手語一樣，它是由聾人設計並為聾人設計的，與口頭或書面語言沒有語言聯繫。
紐西蘭手語使用與英國手語和澳大利亞手語相同的雙手手冊字母表。
與英國手語相比，紐西蘭手語使用更多的嘴唇模式以及手部和臉部動作來提示信號，這反映了新西蘭對聾人進行口頭教育的歷史。它的詞彙表包括毛利人的概念，例如marae和tangi，以及新西蘭地名的符號（例如Rotorua）。